# Temsa Safari
De Temsa Safari is een autobustype geproduceerd door de Turkse busfabrikant Temsa. De Safari was van 2000 tot 2013 in productie, toen het in 2013 vervangen werd door de LD.

## Versies
De Safari was voor Europa en Azië in verschillende versie beschikbaar.
- Safari HD 12
- Safari HD 13
- Safari RD 12
- Safari RD 13

Voor Afrika was er de SD-versie.

## Technische Specificaties
|                      | Safari HD 12        | Safari HD 13        | Safari RD 12                | Safari RD 13                |
| -------------------- | ------------------- | ------------------- | --------------------------- | --------------------------- |
| Lengte               | 12 284 mm           | 13 084 mm           | 12 284 mm                   | 13 084 mm                   |
| Breedte              | 2 550 mm            | 2 550 mm            | 2 550 mm                    | 2 550 mm                    |
| Hoogte (incl. airco) | 3 610 mm            | 3 610 mm            | 3 420 mm                    | 3 420 mm                    |
| Wielbasis            | 6 100 mm            | 6 900 mm            | 6 100 mm                    | 6 900 mm                    |
| Vooroverbouw         | 2 720 mm            | 2 720 mm            | 2 720 mm                    | 2 720 mm                    |
| Achteroverbouw       | 3 464 mm            | 3 464 mm            | 3 464 mm                    | 3 464 mm                    |
| Bagageruimte         | 10 m³               | 11 m³               | 6,75 m³                     | 8,8 m³                      |
| Zitplaatsen          | 57                  | 61                  | 57                          | 61                          |
| Motor                | DAF MX300 408 hp U1 | DAF MX300 408 hp U1 | DAF 361 kW 490 hp PR 265 U1 | DAF 361 kW 490 hp PR 265 U1 |

## Inzet
De bus is verkocht aan Europese, Aziatische en Afrikaanse landen.
| Bedrijf        | Type      | Serie                                                                           | Aantal    | Inzet                        | Opmerking |
| Luxemburg      | Luxemburg | Luxemburg                                                                       | Luxemburg | Luxemburg                    | Luxemburg |
| -------------- | --------- | ------------------------------------------------------------------------------- | --------- | ---------------------------- | --------- |
| TransiBus      | Safari HD | AG 7771, JD 7002, JD 7003, JD 7005, JD 7010, JD 7011, JD 7012, JD 7013, JD 7018 | 9         | Toervervoer                  |           |
| Nederland      |           |                                                                                 |           |                              |           |
| Ahrens Travel  | Safari HD | BX-LZ-60                                                                        | 1         | Toervervoer                  |           |
| De Jong Tours  | Safari HD | 801-803                                                                         | 3         | Toervervoer                  |           |
| Gebo Tours     | Safari HD | 992                                                                             | 1         | Toervervoer                  |           |
| Jan van Os     | Safari HD | BV-DN-60                                                                        | 1         | Toervervoer                  |           |
| Lanting Reizen | Safari HD | 20-22, 26, 31                                                                   | 5         | Toervervoer                  |           |
| Meering        | Safari HD | BV-XR-73, BX-LZ-63                                                              | 2         | Toervervoer                  |           |
| TCE Tours      | Safari    | 108-109                                                                         | 2         | IJssel-Vecht                 |           |
| Van Kooten     | Safari    | 55                                                                              | 1         | Veluwe                       |           |
| Zeebra Tours   | ??        | 48                                                                              | 1         | Toervervoer                  |           |
| Oostenrijk     |           |                                                                                 |           |                              |           |
| ÖBB Postbus    | Safari RD | ??                                                                              | ca. 150   | Interstedelijke streeklijnen |           |